# Both of Us
"Both of Us" é uma canção do rapper estadunidense B.o.B contida em seu segundo álbum de estúdio Strange Clouds (2012). Conta com a participação da cantora compatriota Taylor Swift. A faixa foi composta por ambos juntamente com Ammar Malik, Dr. Luke e Cirkut, sendo produzida pelos dois últimos. A música foi lançada como terceiro single do disco em 22 de maio de 2012.
A Música vendeu quase 150 mil cópias na primeira semana.

## Desempenho e Certificações

### Posições
| Tabela musical (2012)                                         | Melhor posição |
| ------------------------------------------------------------- | -------------- |
| Austrália - ARIA Charts                                       | 5              |
| Canadá - Canadian Hot 100                                     | 23             |
| Estados Unidos - Billboard Hot 100                            | 18             |
| Estados Unidos - Pop Songs                                    | 27             |
| Nova Zelândia - Recording Industry Association of New Zealand | 10             |
| Reino Unido - UK Singles Chart                                | 5              |

### Certificações
| País           | Associação | Certificação |
| -------------- | ---------- | ------------ |
| Estados Unidos | RIAA       | Ouro         |
| Nova Zelândia  | RIANZ      | Ouro         |